# Templo de Juno (Agrigento)
El templo de Hera Lacinia, conocido también como templo de Juno (por el nombre romano de la diosa) o templo D, es un templo griego de la antigua ciudad de Akragas situado en el Valle de los Templos en Agrigento.

## Descripción
El templo fue edificado en la segunda mitad del siglo V a. C., alrededor del 450 a. C. y pertenece, por su época y por su estilo, al periodo dórico clásico. Se han encontrado indicios del incendio ocurrido en el 406 a. C, tras el sitio de Agrigento. En época romana, cuando Sicilia era una provincia, el templo fue restaurado mediante la sustitución de las tejas de terracota originales por otras de mármol y con el añadido de una pendiente más inclinada en la fachada este.
El edificio es un templo dórico períptero, con 6 columnas en los lados cortos (hexástilo) y 13 en los largos, según un canon derivado del modelo griego y utilizado también para su "gemelo", el templo de la Concordia, con el cual comparte las dimensiones generales y las medidas casi estandarizadas de algunos elementos constructivos. La planta del templo tiene unos 38,15 metros de longitud y 16,90 metros de anchura.
Las columnas frontales difieren ligeramente en anchura, siendo más estrechas las de los extremos y más anchas las centrales.
El peristilo tiene 34 columnas de 6,44 metros de altura constituidas por cuatro tambores superpuestos, y el conjunto está apoyado sobre un crepidoma de cuatro escalones. El templo fue edificado sobre un montículo elevado construido en gran parte artificialmente. 
El interior está formado por un naos sin columnata interior, del tipo  doble in antis, con un pronaos y un opistodomos simétricos, ambos enmarcados por dos filas de columnas (distili). En el muro de separación entre el naos y el pronaos (diafragma) se construyeron dos escaleras para la inspección de la cubierta o tal vez para ser utilizadas durante el rito religioso. Delante de la fachada principal (este) destacan los restos del antiguo altar.
Actualmente se conserva íntegramente la columnata norte con el arquitrabe y parte del friso, mientras que las de los otros tres lados se han mantenido solo parcialmente. Faltan cuatro columnas y nueve están seriamente dañadas, y los arquitrabes han desaparecido casi por completo. Se han conservado también unos pocos elementos de la cella, entre ellos los cimientos de sus muros exteriores. El edificio ha sido reconstruido mediante anastilosis desde el siglo XVIII hasta nuestros días.

## La supresión del techo por parte de Quinto Fulvio Flaco
Hacia finales del primer milenio a. C., en concreto al final del siglo III a. C., un político, censor y cónsul romano llamado Quinto Fulvio Flaco, citado varias veces por autores latinos fiables y renombrados como Tito Livio, Eutropio y Suetonio, eliminó el techo del templo de Juno Lacinia, construido íntegramente en mármol.
« Q. Fulvius Flaccus censor templum Iunonis Laciniae tegulis marmoreis spoliavit »
El censor Quinto Fluvio Flaco despojó al templo de Juno Lacinia del techo de mármol.